# Lepidostoma ontario
Lepidostoma ontario är en nattsländeart som beskrevs av Ross 1941. Lepidostoma ontario ingår i släktet Lepidostoma och familjen kantrörsnattsländor. Inga underarter finns listade i Catalogue of Life.